# 防府おどり
防府おどり（ぼうふおどり）とは、1968年（昭和63年）に製作・発表された防府市民の音頭である。防府踊り、防府音頭とも呼ばれる。

## 概要
1968年6月、完成記念発表会が防府市公会堂にて行われる。この歌の作成は地域おこしの取組の一環として行われたもので、市民総出で歌える歌を作ろうという企画だった。そのため、作曲者は同市出身の鈴木淳、作詞者は石本美由起。（後述）この頃から小規模の行事や祭りで使われていた。
1970年、第一回防府まつり総踊り大会が開催される。この歌の踊りが踊られていた。
2014年8月、第七十四回防府まつり総踊り大会が開催される。この大会は防府まつり総踊り大会の最後の開催だった。
2011年3月14日西日本旅客鉄道（JR西日本）防府駅入線メロディーに採用される。（後述）。
2015年4月、第一回幸せますウィークが開催される。防府まつり総踊り大会の後継として今でも毎年開催されている。

## 作詞・作曲
作詞 - 石本美由起
作曲 - 鈴木淳

## その他の使用例
2011年3月14日から西日本旅客鉄道（JR西日本）防府駅の入線メロディーに採用されている。本来は記念セレモニーも行われる予定だったが、同年3月11日に発生した東日本大震災の影響で中止になった。